# Jana Koehler

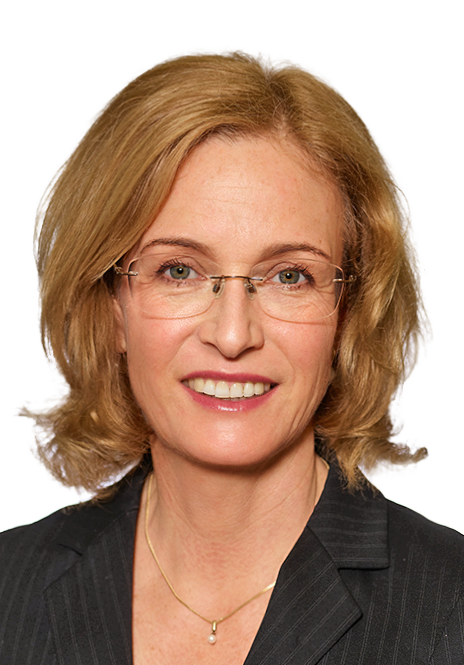
Jana Koehler 2019

Jana Koehler (* 10. Oktober 1963, amtlich: Köhler) ist eine deutsch-schweizerische Informatikerin auf dem Gebiet der Künstlichen Intelligenz. Sie lehrte von September 2010 bis Januar 2019 am Department Informatik der Hochschule Luzern, war von Februar bis Oktober 2019 CEO des Deutschen Forschungszentrums für Künstliche Intelligenz (DFKI) und war von November 2019 bis März 2022 dort Wissenschaftliche Direktorin des neu gegründeten Forschungsbereichs Algorithmic Business and Production. Von Februar 2019 bis März 2022 lehrte sie an der Universität des Saarlandes. Seit April 2022 lehrt sie an der Hochschule Luzern.

## Leben
Koehler studierte Informatik und Wissenschaftstheorie in Berlin. Von 1990 bis 1993 arbeitete Koehler unter Wolfgang Wahlster im Projekt „Planbasierte Hilfesysteme“ am DFKI in Saarbrücken und wurde 1994 mit einer Dissertation zur „Wiederverwendung von Plänen in deduktiven Planungssystemen“ promoviert. Sie blieb bis 1996 als wissenschaftliche Mitarbeiterin am DFKI und war anschließend bis 1999 Assistentin an der Albert-Ludwigs-Universität Freiburg, wo sie sich bei Bernhard Nebel habilitierte. Im Anschluss wurde Koehler Projektleiterin beim Schweizer Aufzughersteller Schindler AG und war von 2001 bis zu ihrer Berufung an die Hochschule Luzern im Jahr 2010 Forscherin und Managerin bei IBM Research Zurich in Rüschlikon.
An der Hochschule Luzern – Departement Informatik war Koehler Professorin für Informatik. Ihre Schwerpunkte in Lehre und Forschung waren Methoden der Künstlichen Intelligenz und Geschäftsprozessmanagement.
Am 1. Februar 2019 übernahm sie in Nachfolge ihres Doktorvaters Wolfgang Wahlster den Lehrstuhl für Künstliche Intelligenz an der Universität des Saarlandes.